# Triakis megalopterus
Triakis megalopterus é uma espécie de tubarão da família Triakidae encontrada em águas costeiras rasas do sul de Angola à África do Sul. Favorecendo áreas arenosas próximas a recifes rochosos e ravinas, é uma espécie de natação ativa que costuma ficar perto do fundo. Este tubarão robusto atinge 1,7 metros de comprimento e tem barbatanas caracteristicamente grandes e arredondadas; as barbatanas peitorais em particular são largas e em forma de foice nos adultos. Ele também tem um focinho curto e rombudo e longos sulcos ao redor da boca. Esta espécie é cinza ou bronze em cima, com quantidades variáveis de manchas pretas.
Principalmente ativo à noite, o T. megalopterus se alimenta principalmente de crustáceos, peixes ósseos e cefalópodes. Foi observado reunindo-se em grupos em águas rasas durante o verão, possivelmente para fins reprodutivos. Esta espécie é vivípara aplacentária, o que significa que os filhotes não nascidos são sustentados principalmente pela gema. As fêmeas dão à luz 6 a 12 filhotes entre o final de maio e agosto, em um ciclo de 2 ou 3 anos. A espécie é frequentemente fisgada por pescadores recreativos, e alguns indivíduos também são capturados em palangres de fundo comerciais. Devido ao seu pequeno alcance e baixas taxas de crescimento e reprodução, é muito vulnerável à sobrepesca. A União Internacional para a Conservação da Natureza listou esta espécie como pouco preocupante.

## Taxonomia e filogenia

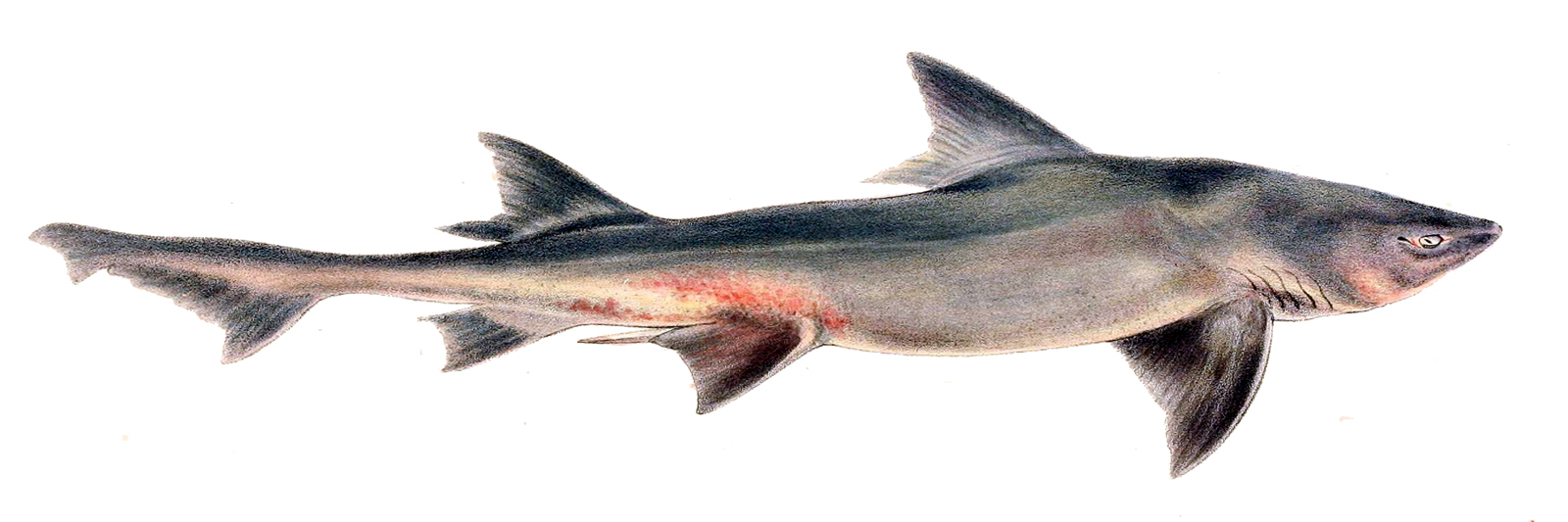
A ilustração que acompanhou a descrição original de A. Smith

O zoólogo escocês Andrew Smith originalmente descreveu a espécie como pertencente ao género Mustelus em 1839, como parte de seu trabalho "Illustrations of the Zoology of South Africa". Seu relato foi baseado em dois espécimes capturados no Cabo da Boa Esperança, na África do Sul. Smith nomeou o tubarão megalopterus, do grego mega ("grande") e pteron ("asa"), referindo-se às suas grandes barbatanas. Nomes comuns para estre tubarão incluem "sharptooth houndshark", " spotted gully shark" e "sweet William".
Autores posteriores reatribuíram o tubarão ao gênero Triakis, mais especificamente ao subgênero Cazon ao lado do T. acutipinna e do T. maculata. Um estudo filogenético de 2006 por J. Andrés López e colegas, baseado em quatro sequências de genes codificadores de proteínas, descobriu que esta espécie não se agrupava com o T. semifasciata. Em vez disso, agrupava-se com o Scylliogaleus quecketti e formou um clado dentro da linhagem Mustelus. Este resultado sugere que os dois subgêneros de Triakis—Cazon e Triakis— podem não estar intimamente relacionados, o que justificaria uma redefinição do gênero.

## Descrição
O T. megalopterus é uma espécie de corpo robusto com um focinho curto, grosso e brusco. As narinas são amplamente espaçadas e precedidas por retalhos de pele semelhantes a lóbulos que não atingem a boca. Os olhos horizontalmente ovais têm sulcos embaixo e são equipados com membranas nictitantes. A boca grande tem sulcos longos e profundos nos cantos, com os da mandíbula inferior quase se encontrando no meio. Os dentes são pequenos e compactados para formar superfícies semelhantes a pavimentos. Cada dente tem uma base arredondada, semelhante a um molar, que se eleva até uma cúspide central afiada e ereta; raramente, um par de cúspides laterais pouco desenvolvidas também pode estar presente. Cinco pares de fendas branquiais são encontrados.
As barbatanas são distintamente grandes e arredondadas nas pontas. As barbatanas peitorais dos adultos são largas e falcadas (em forma de foice). As barbatanas dorsais têm margens de fuga quase verticais, com a primeira originando-se sobre as pontas traseiras das barbatanas peitorais. A segunda barbatana dorsal tem cerca de três quartos da altura da primeira. A barbatana anal é muito menor que a segunda barbatana dorsal e se origina bem atrás dela. O pedúnculo caudal curto e grosso carece de entalhes nas origens da nadadeira caudal. A barbatana caudal tem um lobo inferior pequeno mas bem definido e um lobo superior mais longo com um entalhe ventral perto da ponta. A pele é muitas vezes frouxa. Esta espécie é cinza escuro a bronze acima e branco abaixo. Os tubarões jovens geralmente não são marcados, enquanto os adultos variam de lisos a densamente cobertos com manchas pretas irregulares. Pode atingir 1,7 metros de comprimento e 40 quilos de peso. As fêmeas crescem mais que os machos.

## Distribuição e habitat

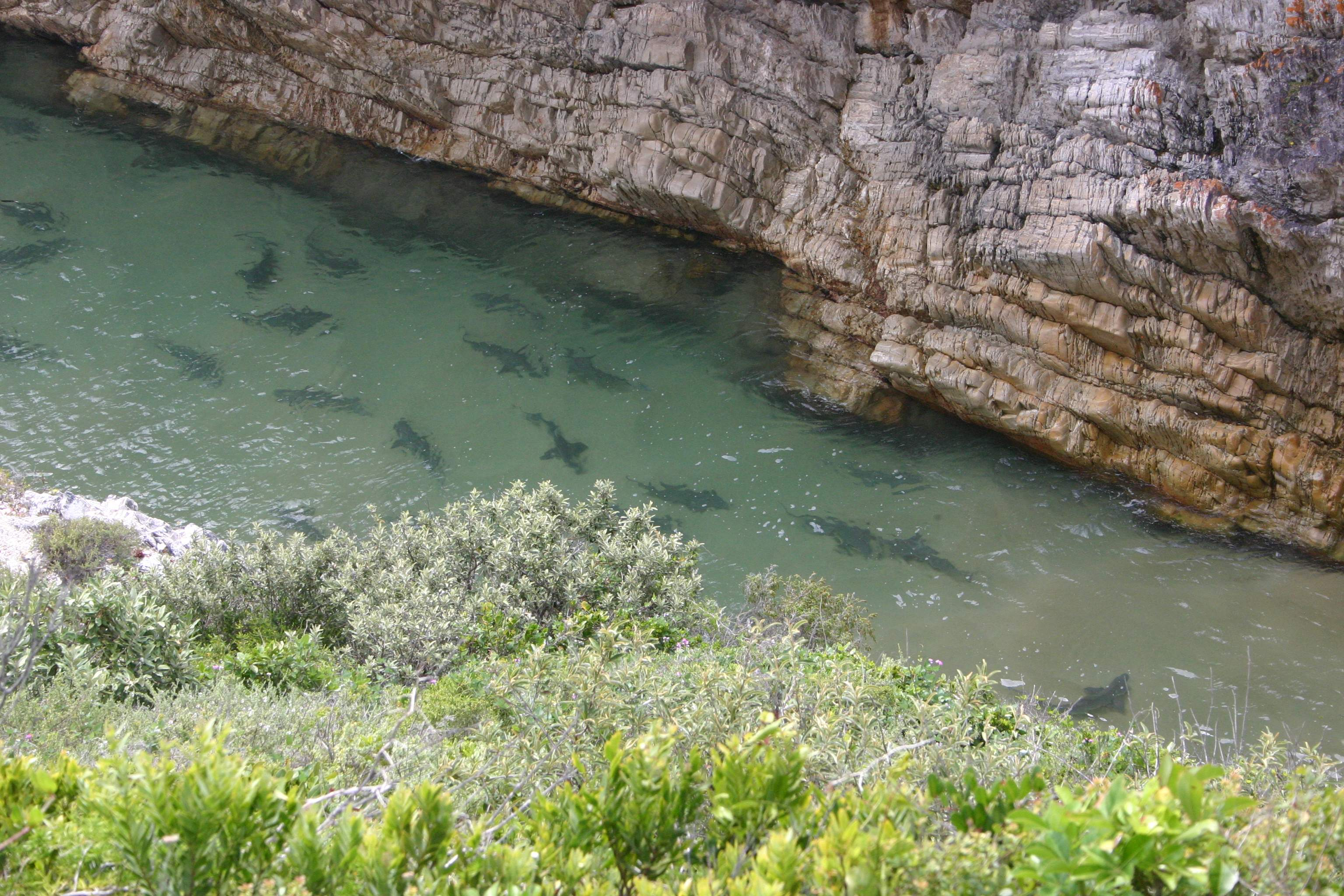
Tubarões da espécie Triakis megalopterus na África do Sul

O alcance da espécie é limitado às águas costeiras da sul da África, do sul de Angola ao Cabo Oriental (ou raramente KwaZulu-Natal) na África do Sul. Esta espécie localmente comum habita habitats arenosos como baías; pode ser encontrado desde a zona de arrebentação até uma profundidade de 50 metros mas a maioria não é mais profunda que 10 metros. Geralmente nada acima do fundo, favorecendo áreas planas perto de recifes rochosos ou ravinas, e raramente sobe em águas abertas.

## Biologia e ecologia

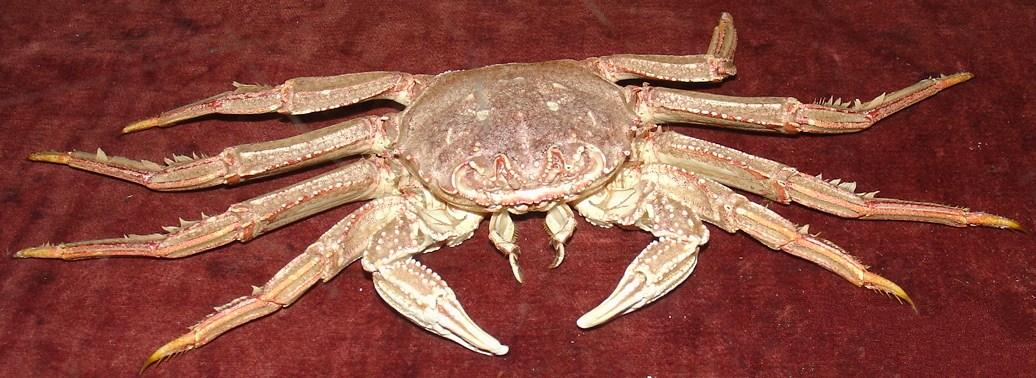
Plagusia chabrus é uma das fontes de alimento mais importantes para esta espécie na costa da África do Sul.

A espécie é altamente ativa, embora às vezes possa ser encontrada descansando dentro de fendas rochosas. Ela caça principalmente à noite e é conhecida por perseguir presas quase até a costa. As cúspides pontiagudas de seus dentes permitem que ela agarre presas escorregadias, enquanto suas bases largas permitem que ela esmague presas de casca dura. Este tubarão se alimenta de uma variedade de crustáceos, peixes ósseos  e cefalópodes (em particular Octopus vulgaris). Tubarões e raias e suas cápsulas de ovos são uma fonte de alimento menor para indivíduos maiores. Ao largo da África do Sul, a espécie de presa mais importante é o caranguejo Plagusia chabrus. Sua composição dietética muda com a idade; tubarões jovens com menos de 1,0 metro de comprimento subsistem quase completamente de caranguejos, enquanto tubarões maiores consomem mais peixes ósseos e cefalópodes, bem como uma maior variedade de presas em geral. Este tubarão foi observado desviando de seus hábitos noturnos para se alimentar de Loligo reynaudii durante suas desovas em massa. O Notorynchus cepedianus é conhecido por atacar esta espécie.
Durante o verão, esse tubarão forma grupos em águas rasas. Essas agregações são particularmente bem documentadas em False Bay e podem estar relacionadas à reprodução, dada a presença de muitas fêmeas grávidas. É vivípara aplacentária, com os embriões em desenvolvimento nutridos principalmente pela gema. As fêmeas maduras têm um único ovário funcional e dois úteros funcionais. Ninhadas de 6 a 12 filhotes nascem entre o final de maio e agosto, após um período de gestação de cerca de 20 meses. As fêmeas maiores tendem a produzir ninhadas maiores. O comprimento ao nascimento foi estimado de 30 a 32 centímetros e 42 a 44 centímetros por diferentes fontes; os filhotes de uma única ninhada podem variar em tamanho em até 30%. As fêmeas aparentemente se reproduzem a cada dois ou três anos, dependendo se ela tem óvulos ovarianos em desenvolvimento durante a gravidez que permitiriam que ela acasalasse novamente alguns meses após o parto. A espécie é de crescimento lento, com ambos os sexos seguindo um padrão de crescimento semelhante. Os machos amadurecem sexualmente em 1,2-1,4 metros de comprimento e 11-13 anos de idade, enquanto as fêmeas amadurecem sexualmente em 1,3-1,5 metros de comprimento e 15-16 anos de idade. A idade média máxima é de pelo menos 25 anos.

## Interações humanas
Inofensivo para os seres humanos, o T. megalopterus se adapta bem ao cativeiro e foi exibido em aquários públicos. É frequentemente capturado por pescadores recreativos da costa ou de barcos de esqui; é comestível, mas raramente comido. Pequenos números também são capturados incidentalmente por uma pesca comercial de espinhel demersal visando o Galeorhinus galeus na região de Gansbaai e False Bay. A carne de tubarões capturados na pesca é transformada em carne seca e vendida localmente, ou exportada fresca ou congelada para a Itália e Taiwan. Embora na África do Sul, a espécie seja listada como uma espécie não comercial, portanto, não pode ser colhida comercialmente, muitas vezes é confundida com o Mustelus mustelus pelos pescadores. A União Internacional para a Conservação da Natureza avaliou a espécie como pertencente à categoria de espécie pouco preocupante. Esta espécie é altamente suscetível a níveis moderados de pressão de pesca, devido ao seu alcance restrito, taxa de crescimento lenta e baixa fecundidade. O fato de que a maioria dos tubarões capturados por pescadores são imaturos é uma fonte adicional de preocupação.